# Gerbilliscus boehmi
Gerbilliscus boehmi — вид гризунів, поширений в Анголі, Бурунді, Демократичній Республіці Конго, Кенії, Малаві, Мозамбіку, Руанді, Танзанії, Уганді та Замбії. Його природні середовища існування — суха савана, волога савана та орні землі. Це звичайний вид із широким розповсюдженням, який не стикається з очевидними загрозами, тому в 2004 році Міжнародний союз охорони природи оцінив його природоохоронний статус як «найменше занепокоєний».

## Опис
Це великий представник роду з дуже довгим хвостом. Довжина голови і тіла в середньому становить 162 мм, а хвоста 216 мм. Лоб і морда від темно-коричневого до чорного, очі великі, а вуха великі, округлі й укриті чорним волоссям. Верхня частина голови і тулуба середньо-коричневі, вкраплені чорними та червоними плямами. Середня частина спини темніша, оскільки кінчики волосся мають чорний колір; боки блідіші, тому що волоски тут покриті вохрою. Підборіддя, низ і внутрішні сторони кінцівок білі. Щоки та плечі часто мають волоски з корицевими кінчиками, а між забарвленням верхньої частини і нижньої є різка межа. Хвіст тонкий, верхня сторона темна, а нижня біла, за винятком кінцевої частини, яка біла навколо, часто з невеликим пучком білих волосків на кінчику.

## Екологія
G. boehmi живе в норі з одним або двома входами, яку вона викопує самостійно або використовує вже наявну нору іншого виду піщанок або сліпака. Він всеїдний, з’являється вночі, щоб добувати рослинний матеріал і комах, можливо, на великій території. Розмноження відбувається в різні пори року в різних частинах ареалу, часто збігаючись із сезоном дощів.